# Câu lạc bộ bóng đá Becamex Bình Dương mùa bóng 2023
Mùa bóng 2023 là mùa giải thứ 26 trong lịch sử của câu lạc bộ bóng đá Becamex Bình Dương và là mùa thứ 20 liên tiếp đội bóng thi đấu tại V.League 1, giải bóng đá cấp độ cao nhất trong hệ thống giải đấu của bóng đá Việt Nam.

## Đội hình
Ghi chú: Quốc kỳ chỉ đội tuyển quốc gia được xác định rõ trong điều lệ tư cách FIFA. Các cầu thủ có thể giữ hơn một quốc tịch ngoài FIFA.
| Số | VT | Quốc gia | Cầu thủ                |
| -- | -- | -------- | ---------------------- |
| 1  | TM | Việt Nam | Nguyễn Sơn Hải         |
| 2  | HV | Việt Nam | Nguyễn Hùng Thiện Đức  |
| 3  | HV | Việt Nam | Nguyễn Thanh Thảo      |
| 4  | HV | Việt Nam | Nguyễn Thành Lộc       |
| 5  | HV | Sénégal  | Guy Olivier N'Diaye    |
| 6  | HV | Việt Nam | Nguyễn Trọng Huy       |
| 7  | HV | Việt Nam | Nguyễn Thanh Long      |
| 8  | TV | Uganda   | Moses Oloya            |
| 9  | TĐ | Jamaica  | Rimario Gordon         |
| 10 | TĐ | Việt Nam | Hồ Sỹ Giáp             |
| 11 | TĐ | Việt Nam | Bùi Vĩ Hào             |
| 12 | TĐ | Việt Nam | Trần Duy Khánh         |
| 14 | TĐ | Việt Nam | Trần Hoàng Phương      |
| 15 | HV | Việt Nam | Trương Dũ Đạt          |
| 16 | TĐ | Việt Nam | Nguyễn Trần Việt Cường |

| Số | VT | Quốc gia | Cầu thủ                       |
| -- | -- | -------- | ----------------------------- |
| 17 | TV | Việt Nam | Tống Anh Tỷ                   |
| 18 | TĐ | Việt Nam | Hà Trung Hậu                  |
| 19 | TV | Việt Nam | Lưu Tự Nhân                   |
| 20 | HV | Việt Nam | Đoàn Tuấn Cảnh                |
| 21 | TV | Việt Nam | Trần Đình Khương              |
| 22 | TĐ | Việt Nam | Nguyễn Tiến Linh (đội trưởng) |
| 23 | TĐ | Việt Nam | Hà Trung Hậu                  |
| 25 | TM | Việt Nam | Trần Đức Cường                |
| 27 | TV | Việt Nam | Đoàn Hải Quân                 |
| 29 | TV | Việt Nam | Vũ Hoàng Minh Khoa            |
| 31 | TV | Việt Nam | A Sân                         |
| 32 | TV | Việt Nam | Steven Đặng                   |
| 34 | TV | Việt Nam | Lê Quang Hùng                 |
| 39 | TV | Việt Nam | Kizito Trung Hiếu             |
| 46 | TM | Việt Nam | Phan Minh Thành               |

## Chuyển nhượng

### Đầu mùa giải

#### Chuyển đến
| #  | VT | Cầu thủ           | Từ                    | Phí   | Ref.  |
| -- | -- | ----------------- | --------------------- | ----- | ----- |
| 1  | HV | Rimario Gordon    | Hải Phòng             | Tự do | [ 1 ] |
| 2  | HV | Moses Oloya       | Hải Phòng             | Tự do | [ 1 ] |
| 3  | HV | Kizito Trung Hiếu | Thép Xanh Nam Định    | Tự do | [ 1 ] |
| 4  | TĐ | Trần Đình Khương  | Thành phố Hồ Chí Minh | Tự do | [ 1 ] |
| 5  | TV | Đoàn Anh Việt     | Sài Gòn               | Tự do | [ 1 ] |
| 6  | TĐ | Trần Minh Toàn    | Sài Gòn               | Tự do | [ 1 ] |
| 7  | TV | Lưu Tự Nhân       | Vĩnh Long             | Tự do | [ 1 ] |
| 8  | TV | Steven Đặng       | Thép Xanh Nam Định    | Tự do | [ 1 ] |
| 9  | HV | A Sân             | Hoàng Anh Gia Lai     | Tự do | [ 1 ] |
| 10 | HV | Nguyễn Thành Lộc  | Khánh Hòa             | Tự do | [ 1 ] |
| 11 | TV | Đoàn Hải Quân     | Long An               | Tự do | [ 1 ] |

#### Rời đi
| # | VT | Cầu thủ                | Đến                   | Phí   | Ref.  |
| - | -- | ---------------------- | --------------------- | ----- | ----- |
| 1 | HV | Uông Ngọc Tiến         | Thành phố Hồ Chí Minh | Tự do | [ 1 ] |
| 2 | HV | Đào Tấn Lộc            | Hồng Lĩnh Hà Tĩnh     | Tự do | [ 1 ] |
| 3 | HV | Tô Văn Vũ              | Công an Hà Nội        | Tự do | [ 1 ] |
| 4 | TĐ | Eydison Teofilo Soares | Azuriz                | Tự do | [ 1 ] |
| 5 | TĐ | Wellington Adão        | Votuporanguense       | Tự do | [ 1 ] |
| 6 | TĐ | Lê Văn Đại             | Hoàng Anh Gia Lai     | Tự do | [ 1 ] |
| 7 | TĐ | Lê Vũ Quốc Nhật        | Phù Đổng              | Tự do | [ 1 ] |
| 8 | HV | Nguyễn Văn Quý         | Long An               | Tự do | [ 1 ] |

### Giữa mùa giải

#### Rời đi
| # | VT | Cầu thủ                 | Đến   | Phí   | Ref.  |
| - | -- | ----------------------- | ----- | ----- | ----- |
| 1 | HV | João Guilherme Barcelos | Mixto | Tự do | [ 1 ] |

## Tiền mùa giải và giao hữu
| 7 tháng 1 năm 2023 | Becamex Bình Dương | 1-2 | Topenland Bình Định | Bình Dương           |
|                    |                    |     |                     | Sân vận động: Gò Đậu |

| 11 tháng 1 năm 2023 | Becamex Bình Dương | 1–2 | Hồng Lĩnh Hà Tĩnh | Bình Dương           |
|                     |                    |     |                   | Sân vận động: Gò Đậu |

| 13 tháng 1 năm 2023 | Becamex Bình Dương | 2–1 | SHB Đà Nẵng | Bình Dương           |
|                     |                    |     |             | Sân vận động: Gò Đậu |

## Mùa giải

### Kết quả tổng quát
| Giải đấu     | Trận đấu đầu tiên | Trận đấu cuối cùng | Vòng đấu mở màn | Vị trí chung cuộc | Thành tích | Thành tích | Thành tích | Thành tích | Thành tích | Thành tích | Thành tích | Thành tích |
| Giải đấu     | Trận đấu đầu tiên | Trận đấu cuối cùng | Vòng đấu mở màn | Vị trí chung cuộc | ST         | T          | H          | B          | BT         | BB         | HS         | % thắng    |
| ------------ | ----------------- | ------------------ | --------------- | ----------------- | ---------- | ---------- | ---------- | ---------- | ---------- | ---------- | ---------- | ---------- |
| V.League 1   | 3 tháng 2, 2023   | -                  | Vòng 1          |                   | 11         | 0          | 7          | 4          | 10         | 16         | −6         | 000,00     |
| Cúp Quốc gia | 2 tháng 4, 2023   |                    | Vòng loại       | -                 | 1          | 1          | 0          | 0          | 3          | 1          | +2         | 100,00     |
| Tổng cộng    | Tổng cộng         | Tổng cộng          | Tổng cộng       | Tổng cộng         | 12         | 1          | 7          | 4          | 13         | 17         | −4         | 008,33     |

Cập nhật lần cuối: 3 tháng 1, 2023
Nguồn: Các giải đấu

### Giải vô địch quốc gia
Lịch thi đấu Giải bóng đá Vô địch Quốc gia 2023 được công bố vào ngày 26 tháng 12 năm 2022.

#### Bảng xếp hạng
| VT | Đội                   | ST | T | H | B | BT | BB | HS | Đ  | Giành quyền tham dự               |
| -- | --------------------- | -- | - | - | - | -- | -- | -- | -- | --------------------------------- |
| 10 | Hoàng Anh Gia Lai     | 13 | 2 | 8 | 3 | 15 | 16 | −1 | 14 | Tham dự nhóm trụ hạng giai đoạn 2 |
| 11 | Khánh Hòa             | 13 | 2 | 7 | 4 | 11 | 14 | −3 | 13 | Tham dự nhóm trụ hạng giai đoạn 2 |
| 12 | SHB Đà Nẵng           | 13 | 1 | 7 | 5 | 8  | 15 | −7 | 10 | Tham dự nhóm trụ hạng giai đoạn 2 |
| 13 | Thành phố Hồ Chí Minh | 13 | 2 | 2 | 9 | 19 | 27 | −8 | 8  | Tham dự nhóm trụ hạng giai đoạn 2 |
| 14 | Becamex Bình Dương    | 13 | 0 | 7 | 6 | 13 | 21 | −8 | 7  | Tham dự nhóm trụ hạng giai đoạn 2 |

#### Kết quả tổng quát
| Tổng thể | Tổng thể | Tổng thể | Tổng thể | Tổng thể | Tổng thể | Tổng thể | Tổng thể | Sân nhà | Sân nhà | Sân nhà | Sân nhà | Sân nhà | Sân nhà | Sân khách | Sân khách | Sân khách | Sân khách | Sân khách | Sân khách |
| ST       | T        | H        | B        | BT       | BB       | HS       | Đ        | T       | H       | B       | BT      | BB      | HS      | T         | H         | B         | BT        | BB        | HS        |
| -------- | -------- | -------- | -------- | -------- | -------- | -------- | -------- | ------- | ------- | ------- | ------- | ------- | ------- | --------- | --------- | --------- | --------- | --------- | --------- |
| 11       | 0        | 7        | 4        | 10       | 16       | −6       | 7        | 0       | 3       | 2       | 5       | 7       | −2      | 0         | 4         | 2         | 5         | 9         | −4        |

#### Kết quả từng vòng
| Vòng    | 1 | 2 | 3  | 4  | 5  | 6  | 7  | 8  | 9  | 10 | 11 | 12 | 13 |
| ------- | - | - | -- | -- | -- | -- | -- | -- | -- | -- | -- | -- | -- |
| Sân     | A | H | A  | H  | A  | H  | A  | H  | H  | H  | A  | A  | H  |
| Kết quả | D | D | L  | L  | D  | L  | L  | D  | D  | D  | D  | L  | L  |
| Vị trí  | 4 | 7 | 11 | 13 | 12 | 13 | 14 | 13 | 13 | 13 | 12 | 13 | 14 |

#### Các trận đấu
Thắng  Hòa  Thua
  Chưa thi đấu
| 4 tháng 2 năm 2023 1 - GĐ1 | Hải Phòng                                                                  | 2–2                             | Becamex Bình Dương                                                                  | Quận Ngô Quyền, Hải Phòng                                                 |  |
| 19:15                      | - Phạm Trung Hiếu 22' - Carlos Fernández 86' (ph.đ.) - Joseph Mpande 90+2' | Chi tiết HTV Thể Thao, FPT Play | - Rimario Gordon 2', 77' 52' - Đoàn Hải Quân 3' - Tống Anh Tỷ 12' - Moses Oloya 37' | Sân vận động: Lạch Tray Lượng khán giả: 6.000 Trọng tài: Nguyễn Viết Duẩn |  |

| 08 tháng 2 năm 2023 2 - GĐ1 | Becamex Bình Dương                                                                                  | 1–1               | Hoàng Anh Gia Lai     | Thủ Dầu Một, Bình Dương                                           |  |
| 17:00                       | - João Guilherme Barcelos 35' - Trương Dũ Đạt 39' - Trần Đình Khương 41' - Rimario Gordon 59' 90+2' | Chi tiết FPT Play | - Châu Ngọc Quang 51' | Sân vận động: Gò Đậu Lượng khán giả: 5.000 Trọng tài: Đỗ Thành Đệ |  |

| 12 tháng 2 năm 2023 3 - GĐ1 | Topenland Bình Định                 | 1–0                             | Becamex Bình Dương                                              | Quy Nhơn, Bình Định                                                       |  |
| 18:00                       | - Cao Văn Triền 36' - Rafaelson 71' | Chi tiết FPT Play, HTV Thể thao | - Trương Dũ Đạt 47' - Đoàn Hải Quân 68' - Nguyễn Thanh Thảo 74' | Sân vận động: Quy Nhơn Lượng khán giả: 4.000 Trọng tài: Nguyễn Trung Kiên |  |

| 17 tháng 2 năm 2023 4 - GĐ1 | Becamex Bình Dương                                              | 1–2                             | Thành phố Hồ Chí Minh                                          | Thủ Dầu Một, Bình Dương                                           |  |
| 17:00                       | - Đoàn Hải Quân 14' - Rimario Gordon 45+1' - Trần Duy Khánh 55' | Chi tiết HTV Thể Thao, FPT Play | - Victor Mansaray 19' - Daniel Green 35' 37' - Võ Huy Toàn 45' | Sân vận động: Gò Đậu Lượng khán giả: 4.000 Trọng tài: Ngô Duy Lân |  |

| 07 tháng 4 năm 2023 5 - GĐ1 | Sông Lam Nghệ An      | 1–1               | Becamex Bình Dương | Thành phố Vinh, Nghệ An                                          |  |
| 18:00                       | - Vytas Gašpuitis 76' | Chi tiết FPT Play | - Bùi Vĩ Hào 38'   | Sân vận động: Vinh Lượng khán giả: 3.500 Trọng tài: Trần Văn Lập |  |

| 12 tháng 4 năm 2023 6 - GĐ1 | Becamex Bình Dương        | 1–2               | Công an Hà Nội                       | Thủ Dầu Một, Bình Dương                                                |  |
| 17:00                       | - Guy Olivier N'Diaye 76' | Chi tiết FPT Play | - Lê Văn Đô 38' - Trần Văn Trung 40' | Sân vận động: Gò Đậu Lượng khán giả: 5.000 Trọng tài: Nguyễn Đình Thái |  |

| 16 tháng 4 năm 2023 7 - GĐ1 | Hồng Lĩnh Hà Tĩnh                               | 3–0               | Becamex Bình Dương | Thành phố Hà Tĩnh, Hà Tĩnh                                           |  |
| 18:00                       | - Diallo Abdoulaye 26', 61' - Trần Văn Công 84' | Chi tiết FPT Play |                    | Sân vận động: Hà Tĩnh Lượng khán giả: 4.000 Trọng tài: Hoàng Ngọc Hà |  |

| 21 tháng 5 năm 2023 8 - GĐ1 | Khánh Hòa                          | 1–1               | Becamex Bình Dương                                                   | Nha Trang, Khánh Hòa                                                   |  |
| 17:00                       | - Muacir Abdul 33' - Ryan Ha 45+1' | Chi tiết FPT Play | - Đoàn Hải Quân 45+2' - Nguyễn Thành Lộc 52' - Nguyễn Thanh Thảo 83' | Sân vận động: 19 tháng 8 Lượng khán giả: 7.000 Trọng tài: Vũ Nguyên Vũ |  |

| 27 tháng 5 năm 2023 9 - GĐ1 | Becamex Bình Dương | 1–1               | Hà Nội                                                                                                   | Thủ Dầu Một, Bình Dương                                                |  |
| 17:00                       | - Nguyễn Thành Lộc 33' - Rimario Allando Gordon 53' - Nguyễn Thanh Thảo 64' - Nguyễn Tiến Linh 73' - Trần Đình Khương 90+1' | Chi tiết FPT Play | - Almeida Silva Marcos Antonio 32' - Phạm Thành Lương 75' - Nguyễn Văn Tùng 82' - Nguyễn Thành Chung 89' | Sân vận động: Gò Đậu Lượng khán giả: 3,500 Trọng tài: Hoàng Thanh Bình |  |

| 01 tháng 6 năm 2023 10 - GĐ1 | Becamex Bình Dương                                                                             | 1–1               | Đông Á Thanh Hóa  | Thủ Dầu Một, Bình Dương                                               |  |
| 17:00                        | - Đặng Thanh Hoàng 1' - Đoàn Hải Quân 14' - Nguyễn Trần Việt Cường 43' - Lưu Tự Nhân 70' 90+5' | Chi tiết FPT Play | Chi tiết FPT Play | Sân vận động: Gò Đậu Lượng khán giả: 8.000 Trọng tài: Trần Đình Thịnh |  |

| 05 tháng 6 năm 2023 11 - GĐ1 | SHB Đà Nẵng | –        | Becamex Bình Dương | Cẩm Lệ, Đà Nẵng        |  |
| 18:00                        |             | Chi tiết |                    | Sân vận động: Hòa Xuân |  |

| 25 tháng 6 năm 2023 12 - GĐ1 | Viettel | –        | Becamex Bình Dương | Đống Đa, Hà Nội        |  |
| 19:15                        |         | Chi tiết |                    | Sân vận động: Hàng Đẫy |  |

| 02 tháng 7 năm 2023 13 - GĐ1 | Becamex Bình Dương | –        | Thép Xanh Nam Định | Thủ Dầu Một, Bình Dương |  |
| 17:00                        |                    | Chi tiết |                    | Sân vận động: Gò Đậu    |  |

### Cúp quốc gia
| 1 tháng 4 năm 2023 Vòng loại | Huế                                                                             | 0–4               | Becamex Bình Dương                                                                                | Thành phố Huế, Thừa Thiên Huế                                                   |  |
| 16:00                        | - Trần Văn Bun 31' - Hồ Thanh Minh 54' - Ngô Hoàng Quân 84' - Bùi Duy Bảo 90+1' | Chi tiết FPT Play | - Nguyễn Trần Việt Cường 35', 46' - Nguyễn Tiến Linh 51' - Nguyễn Thành Lộc 63' - Lưu Tự Nhân 84' | Sân vận động: Sân vận động Tự Do Lượng khán giả: 3.000 Trọng tài: Mai Xuân Hùng |  |

| 7 tháng 7 năm 2023 1/8 | Hoàng Anh Gia Lai | – | Becamex Bình Dương | Pleiku, Gia Lai                   |  |
| 17:00                  |                   |   |                    | Sân vận động: Sân vận động Pleiku |  |

## Thống kê mùa giải

### Thống kê đội hình
| Số                                  | VT      | QT             | Cầu thủ                 | Tổng số | Tổng số | V.League | V.League | Cúp Quốc gia | Cúp Quốc gia |         |         |         |         |
| Số                                  | VT      | QT             | Cầu thủ                 | Trận    | Bàn     | Trận     | Bàn      | Trận         | Bàn          |         |         |         |         |
| Thủ môn                             | Thủ môn | Thủ môn        | Thủ môn                 | Thủ môn | Thủ môn | Thủ môn  | Thủ môn  | Thủ môn      | Thủ môn      | Thủ môn | Thủ môn | Thủ môn | Thủ môn |
| ----------------------------------- | ------- | -------------- | ----------------------- | ------- | ------- | -------- | -------- | ------------ | ------------ | ------- | ------- | ------- | ------- |
| 1                                   | TM      | Việt Nam       | Nguyễn Sơn Hải          | 0       | 0       | 0        | 0        | 0            | 0            |         |         |         |         |
| 25                                  | TM      | Việt Nam       | Trần Minh Toàn          | 12      | 0       | 11       | 0        | 1            | 0            |         |         |         |         |
| 46                                  | TM      | Việt Nam       | Phan Minh Thành         | 0       | 0       | 0        | 0        | 0            | 0            |         |         |         |         |
| Hậu vệ                              |         |                |                         |         |         |          |          |              |              |         |         |         |         |
| 3                                   | HV      | Việt Nam       | Nguyễn Thanh Thảo       | 8       | 0       | 2+6      | 0        | 0            | 0            |         |         |         |         |
| 4                                   | HV      | Việt Nam       | Nguyễn Thành Lộc        | 8       | 1       | 7        | 0        | 1            | 1            |         |         |         |         |
| 5                                   | HV      | Sénégal        | Guy Olivier N'Diaye     | 5       | 1       | 5        | 1        | 0            | 0            |         |         |         |         |
| 6                                   | HV      | Việt Nam       | Nguyễn Trọng Huy        | 2       | 0       | 0+1      | 0        | 1            | 0            |         |         |         |         |
| 7                                   | HV      | Việt Nam       | Nguyễn Thanh Long       | 9       | 0       | 6+2      | 0        | 0+1          | 0            |         |         |         |         |
| 15                                  | HV      | Việt Nam       | Trương Dũ Đạt           | 7       | 0       | 5+1      | 0        | 1            | 0            |         |         |         |         |
| 20                                  | HV      | Việt Nam       | Đoàn Tuấn Cảnh          | 8       | 0       | 7        | 0        | 1            | 0            |         |         |         |         |
| 23                                  | HV      | Việt Nam       | Đoàn Anh Việt           | 1       | 0       | 1        | 0        | 0            | 0            |         |         |         |         |
| Tiền vệ                             |         |                |                         |         |         |          |          |              |              |         |         |         |         |
| 8                                   | TV      | Uganda         | Moses Oloya             | 7       | 0       | 6+1      | 0        | 0            | 0            |         |         |         |         |
| 14                                  | TV      | Việt Nam       | Trần Hoàng Phương       | 1       | 0       | 0+1      | 0        | 0            | 0            |         |         |         |         |
| 17                                  | TV      | Việt Nam       | Tống Anh Tỷ             | 8       | 0       | 4+3      | 0        | 1            | 0            |         |         |         |         |
| 21                                  | TV      | Việt Nam       | Trần Đình Khương        | 6       | 0       | 5+1      | 0        | 0            | 0            |         |         |         |         |
| 24                                  | TV      | Việt Nam       | Trần Hoàng Bảo          | 1       | 0       | 0        | 0        | 0+1          | 0            |         |         |         |         |
| 26                                  | TV      | Việt Nam       | Lưu Tự Nhân             | 5       | 0       | 0+4      | 0        | 0+1          | 0            |         |         |         |         |
| 27                                  | TV      | Việt Nam       | Đoàn Hải Quân           | 11      | 2       | 9+1      | 2        | 1            | 0            |         |         |         |         |
| 29                                  | TV      | Việt Nam       | Vũ Hoàng Minh Khoa      | 5       | 0       | 2+2      | 0        | 0+1          | 0            |         |         |         |         |
| 31                                  | TV      | Việt Nam       | A Sân                   | 5       | 0       | 1+4      | 0        | 0            | 0            |         |         |         |         |
| 32                                  | TV      | Việt Nam       | Steven Đặng             | 5       | 0       | 2+3      | 0        | 0            | 0            |         |         |         |         |
| 34                                  | TV      | Việt Nam       | Lê Quang Hùng           | 1       | 0       | 0        | 0        | 0+1          | 0            |         |         |         |         |
| 39                                  | TV      | Việt Nam       | Kizito Trung Hiếu       | 12      | 0       | 11       | 0        | 1            | 0            |         |         |         |         |
| Tiền đạo                            |         |                |                         |         |         |          |          |              |              |         |         |         |         |
| 9                                   | TĐ      | Jamaica        | Rimario Gordon          | 10      | 4       | 10       | 4        | 0            | 0            |         |         |         |         |
| 10                                  | TĐ      | Cộng hòa Congo | Hồ Sỹ Giáp              | 3       | 0       | 0+3      | 0        | 0            | 0            |         |         |         |         |
| 11                                  | TĐ      | Việt Nam       | Bùi Vĩ Hào              | 12      | 1       | 8+3      | 1        | 1            | 0            |         |         |         |         |
| 12                                  | TĐ      | Brasil         | Trần Duy Khánh          | 3       | 0       | 1+2      | 0        | 0            | 0            |         |         |         |         |
| 16                                  | TĐ      | Việt Nam       | Nguyễn Trần Việt Cường  | 8       | 3       | 7        | 1        | 1            | 2            |         |         |         |         |
| 18                                  | TĐ      | Việt Nam       | Hà Trung Hậu            | 2       | 0       | 1+1      | 0        | 0            | 0            |         |         |         |         |
| 22                                  | TĐ      | Việt Nam       | Nguyễn Tiến Linh        | 12      | 2       | 8+3      | 1        | 1            | 1            |         |         |         |         |
| Cầu thủ chuyển nhượng giữa mùa giải |         |                |                         |         |         |          |          |              |              |         |         |         |         |
|                                     | TĐ      | Brasil         | João Guilherme Barcelos | 2       | 0       | 2        | 0        | 0            | 0            |         |         |         |         |

Nguồn: Giải đấu

### Cầu thủ ghi bàn
| #                                | Cầu thủ                          | V.League 1 | Cúp Quốc gia | Tổng cộng |
| -------------------------------- | -------------------------------- | ---------- | ------------ | --------- |
| 1                                | Rimario Gordon                   | 7          | 0            | 7         |
| 2                                | Nguyễn Tiến Linh                 | 3          | 1            | 4         |
| 3                                | Nguyễn Trần Việt Cường           | 1          | 2            | 3         |
| 4                                | Nguyễn Thành Lộc                 | 0          | 1            | 1         |
| 4                                | Guy Olivier N'Diaye              | 1          | 0            | 1         |
| 4                                | Bùi Vĩ Hào                       | 1          | 0            | 1         |
| 4                                | Đoàn Hải Quân                    | 1          | 0            | 1         |
| Cầu thủ đối phương phản lưới nhà | Cầu thủ đối phương phản lưới nhà | 0          | 0            | 0         |
| Tổng cộng                        | Tổng cộng                        | 9          | 4            | 13        |

### Cầu thủ kiến tạo
| #         | Cầu thủ                | V.League 1 | Cúp Quốc gia | Tổng cộng |
| --------- | ---------------------- | ---------- | ------------ | --------- |
| 1         | Nguyễn Trần Việt Cường | 0          | 2            | 2         |
| 2         | Bùi Vĩ Hào             | 0          | 1            | 1         |
| 2         | Trương Dũ Đạt          | 0          | 1            | 1         |
| 2         | Tống Anh Tỷ            | 1          | 0            | 1         |
| 2         | Đoàn Tuấn Cảnh         | 1          | 0            | 1         |
| 2         | Đoàn Hải Quân          | 1          | 0            | 1         |
| Tổng cộng | Tổng cộng              | 3          | 4            | 7         |

### Thủ môn giữ sạch lưới
| #         | Cầu thủ         | V.League 1 | Cúp Quốc gia | Tổng cộng |
| --------- | --------------- | ---------- | ------------ | --------- |
| 1         | Nguyễn Sơn Hải  | 0          | 0            | 0         |
|           | Trần Minh Toàn  | 0          | 0            | 0         |
| 2         | Phan Minh Thành | 0          | 0            | 0         |
| Tổng cộng | Tổng cộng       | 0          | 0            | 0         |

### Thẻ phạt
| #         | Cầu thủ           | Số áo     | Vị trí    | V.League 1 | V.League 1 | Cúp Quốc gia | Cúp Quốc gia | Tổng cộng | Tổng cộng |
| #         | Cầu thủ           | Số áo     | Vị trí    | Thẻ vàng   | Thẻ đỏ     | Thẻ vàng     | Thẻ đỏ       | Thẻ vàng  | Thẻ đỏ    |
| --------- | ----------------- | --------- | --------- | ---------- | ---------- | ------------ | ------------ | --------- | --------- |
| 1         | Nguyễn Thanh Thảo | 3         | HV        | 3          |            | 1            |              | 4         |           |
| 2         | Đoàn Hải Quân     | 27        | TV        | 3          |            |              |              | 3         |           |
| 2         | Rimario Gordon    | 9         | TĐ        | 3          |            |              |              | 3         |           |
| 4         | Trương Dũ Đạt     | 15        | TV        | 2          |            |              |              | 2         |           |
| 4         | Trần Đình Khương  | 21        | TV        | 2          |            |              |              | 2         |           |
| 4         | Nguyễn Thành Lộc  | 4         | HV        | 2          |            |              |              | 2         |           |
| 7         | Lưu Tự Nhân       | 26        | TV        | 0          |            | 1            |              | 1         |           |
| 7         | Moses Oloya       | 8         | TV        | 1          |            |              |              | 1         |           |
| 7         | Tống Anh Tỷ       | 17        | TV        | 1          |            |              |              | 1         |           |
| 7         | Trần Duy Khánh    | 12        | TĐ        |            |            | 1            |              | 1         |           |
| 7         | Trần Minh Toàn    | 25        | TM        | 1          |            |              |              | 1         |           |
| 7         | João Guilherme    |           | TĐ        |            |            | 1            |              | 1         |           |
| Tổng cộng | Tổng cộng         | Tổng cộng | Tổng cộng | 18         | 0          | 4            | 0            | 22        | 0         |